# 那須塩原市立箒根中学校
那須塩原市立箒根中学校（なすしおばらしりつ ほうきねちゅうがっこう）は、かつて栃木県那須塩原市関谷にあった公立中学校。2022年（令和4年）5月1日現在の生徒数は4学級74人。2023年（令和5年）3月31日に関谷小学校・大貫小学校・横林小学校と統合し翌4月1日箒根学園開校により閉校した。

## 沿革

### 年表
- 1947年4月28日 - 学制改革により箒根村立箒根中学校として開校。関谷小学校の一部を仮校舎とする。
- 1949年4月9日 - 現在地に校舎建築、1・3年移転。
- 1950年5月8日 - 校舎第2期工事完了、2年移転。
- 1956年9月1日 - 町村合併により塩原町立箒根中学校と改称。
- 2005年1月1日 - 市町村合併により那須塩原市立箒根中学校と改称。
- 2019年10月10日 - 二期会の巡回公演を開催[4]。
- 2022年1月 - 女子の制服にスラックスを導入[5]。従来のスカートとの選択制となる。
- 2023年3月31日 - 閉校

## 教育方針
- 校心
  - 深耕
- 教育目標
  - 豊かな心をもち、たくましい生徒

## 部活動
2022年7月現在
- 野球部
- ソフトボール部
- ソフトテニス部
- 卓球部
- バレーボール部
- 文化部

## 通学区域
那須塩原市のうち
- 関谷
- 金沢
- 宇都野
- 下大貫
- 上大貫

- 高阿津
- 下田野
- 遅野沢
- 蟇沼

- 折戸
- 上横林
- 横林
- 接骨木

## 交通
- JR東北本線（宇都宮線）西那須野駅より約11km